# Microleptes aquisgranensis
Microleptes aquisgranensis là một loài tò vò trong họ Ichneumonidae.